# Jinbō Nagamoto
Jinbō Nagamoto (神保 長職?; ... – 1572) è stato un samurai giapponese del periodo Sengoku.
Jinbō Nagamoto era figlio di Jinbō Yoshimune, capo del clan Jinbō della provincia di Etchū, e governava il castello di Toyama. Fu costantemente in guerra con il clan Shiina ed attaccò il loro castello di Matsukura nel 1559. Shiina Yasutane chiese aiuto al potente Uesugi Kenshin della provincia di Echigo, che conquistò Toyama il 3 marzo 1560. Nagamoto fuggì al castello di Masuyama e continuò a resistere agli Shiina con i servitori rimasti. Nel 1562 Nagamoto attaccò nuovamente gli Shiina, ed ancora una volta Uesugi Kenshin li sconfisse nell'ottobre di quell'anno. Quando Takeda Shingen s'interessò alla provincia di Etchu dopo il 1566 e si alleò con gli Shiina, Uesugi Kenshin si schierò con Nagamoto per un certo periodo di tempo, anche se le lotte interne al clan lo stava portando lentamente al declino. In poco tempo il clan Jinbō divenne vassallo di quello Uesugi.